# Ужи
Ужи́, или настоя́щие ужи́ (лат. Natrix), — род неядовитых змей семейства ужеобразных.

## Описание
Настоящие ужи — змеи средних размеров, хотя отдельные особи могут достигать 1,2—2,4 метра в длину. Характеризуются чешуёй с отчётливо выраженными рёбрышками, треугольными межносовыми щитками, разделённым анальным щитком. Зубы на верхнечелюстных костях увеличиваются в размерах по направлению вглубь пасти, последние 1—2 зуба наиболее крупные. Зрачки круглые, ноздри направлены в стороны и вверх. Брюшная сторона, как правило, пятнистая.
Большинство ужей обитает во влажных биотопах и в той или иной мере связаны с водоёмами. Ужи хорошо плавают и ныряют, могут подолгу оставаться под водой. Питаются в основном амфибиями, рыбой, гораздо реже — мелкими млекопитающими, птицами и беспозвоночными. Добычу проглатывают живьём, не умертвляя.
Яйца откладывают в кучи гниющего растительного мусора, навоз, влажный мох, под лежащие на земле предметы, в норы.
При опасности ужи могут притворяться мёртвыми. Схваченный уж выделяет из клоакальных желёз густую неприятно пахнущую жидкость.

## Виды
В роде 5 ныне живущих и 8 вымерших видов:
- Natrix astreptophora
- Natrix helvetica
- Natrix maura — гадюковый уж
- Natrix natrix — обыкновенный уж
- Natrix tessellata — водяной уж
- † Natrix blorealis (Szyndlar, 1981)
- † Natrix longivertebrata Szyndlar, 1984
- † Natrix merkurensis Ivanov, 2002
- † Natrix mlynarskii Rage, 1988
- † Natrix natricoides (Augé & Rage in Ginsberg, 2000)
- † Natrix parva Szyndlar, 1984
- † Natrix rudabanyaensis Szyndlar, 2005
- † Natrix sansaniensis Lartet, 1851

Ранее в качестве отдельного вида выделяли так называемого колхидского, или большеголового ужа (Natrix megalocephala), однако исследования биохимии, морфологии и митохондриальной ДНК показали отсутствие различий с обыкновенным ужом, на основании чего в настоящее время колхидский уж рассматривается как синоним обыкновенного.